# Pseudocatharylla duplicellus
Pseudocatharylla duplicellus is een vlinder van de familie van de grasmotten (Crambidae). De wetenschappelijke naam van deze soort is voor het eerst voorgesteld als Crambus duplicellus door George Francis Hampson in een publicatie uit 1896.
De spanwijdte bedraagt 13 tot 15 millimeter.
De soort komt voor in Zuid-Korea, Japan, China, Taiwan, Sri Lanka, Vietnam en Maleisië.